# Acalyptophis peronii
Acalyptophis peronii е вид влечуго от семейство Elapidae. Видът е незастрашен от изчезване.

## Разпространение и местообитание
Разпространен е в Австралия, Виетнам, Индонезия, Камбоджа, Китай, Малайзия, Нова Каледония, Папуа Нова Гвинея, Сингапур, Соломонови острови, Тайван и Тайланд.
Среща се на дълбочина от 17,4 до 51,8 m.

## Описание
Популацията им е стабилна.